# Chardi Kala
Chardi Kala est une expression importante et un concept central dans le sikhisme qui reflète l'état d'esprit du croyant. En punjabi, il est synonyme de « résilience », et, est le symbole de la force, du courage face à l'adversité. Le concept pour le sikhisme peut se traduire par : « bonne humeur », « être toujours positif », « aller de l'avant » par exemple. Chardi Kala reflète un état d'esprit basé sur le dévouement et la Volonté de Dieu. Il faut remplir ses obligations quelles que soient les difficultés. Suivre les trois piliers en fait partie.
Le sikhisme veut que les sikhs croient en la volonté de Dieu (Bhana) et que Dieu est sans ennemi (Nirvair), et toujours miséricordieux. D'où l'acceptation de sa Volonté au profit de sa Création même si cela entraîne des sacrifices. Cette attitude permet ainsi d'évoluer dans la vie en subissant un minimum les hauts et les bas du destin. Partager et aider font partie de l'état d'esprit voulu par Chardi Kala.
Les sikhs croient au travail, au dévouement et à la charité; Dieu leur donne la force, la puissance et la force de la vie cosmique universelle. C'est une force spirituelle qui doit être présente pour aider les autres et dans les moments communautaires.
En 2021, le poète et chanteur pendjabi Bir Singh compose la chanson « Charhdikala », qui rend hommage à la résilience et au courage des manifestants durant les grèves paysannes de 2020-2021 en Inde.

## Sources
- Encyclopédie du sikhisme en anglais
- Charhdi Kala dans wikipédia en anglais